# June Bronhill
June Bronhill, pseudonimo di June Mary Gough, OBE (Broken Hill, 26 giugno 1929 – Sydney, 24 gennaio 2005), è stata un soprano australiano di coloratura, attrice e cantante.
Era altrettanto famosa sia per l'operetta che per il musical nei teatri del West End di Londra e in Australia, nonché sul palcoscenico dell'opera

## Biografia
June Bronhill nacque June Mary Gough, nell'entroterra australiano di Broken Hill, nel Nuovo Galles del Sud, da George Francis Gough, nato in Essex, Inghilterra e Mary Isobel Daisy Hall. Il suo nome d'arte, Bronhill, che usò dal 1952, era un'abbreviazione di Broken Hill, che era il suo modo di ringraziare la sua città natale per il suo sostegno nel raccogliere fondi per inviarla all'estero per la sua formazione professionale come cantante. La sua insegnante di canto europea interpretò "Broken Hill" come "Bro-n-hill".
Vinse il terzo premio alla Sun Aria, ora conosciuta come Sydney Operist Eisteddfod McDonald's Aria, nel 1949 e il primo premio nel 1950. Usò il suo premio in denaro per finanziare un viaggio a Londra per proseguire gli studi.
La Bronhill si formò a Londra e ottenne una prima esposizione mediatica con la compagnia English National Opera (Teatro Sadler's Wells) in Le nozze di Figaro di Mozart. Interpretò anche ruoli da protagonista ne Il pipistrello, Der Zigeunerbaron, The Telephone di Menotti, Martha di Flotow e Hänsel e Gretel. I suoi ruoli nelle opere di Offenbach, con la compagnia Sadler's Wells, comprendevano Euridice in Orfeo all'inferno e Gabrielle in La vie parisienne.
Nel 1961 e nel 1962 apparve come Maria von Trapp in The Sound of Music sul palcoscenico australiano. Nel 1964 apparve come Elizabeth nel musical Robert ed Elizabeth al Lyric Theatre, a Londra insieme a Keith Michell come Robert Browning, uno spettacolo che portò in Australia nel 1966. Apparve anche in Inghilterra in una tournée di due musical di Ivor Novello, Glamorous Night e The Dancing Years, quest'ultimo fece una stagione al Saville Theatre di Londra. È anche apparsa come Madre superiora nel revival londinese del 1981 di Rodgers e Hammerstein The Sound of Music all'Apollo Victoria Theatre.
La Bronhill era forse più nota per il ruolo di Hanna Glawari in La vedova allegra di Franz Lehár, con la Sadler's Wells Opera (ora conosciuta come English National Opera), con Thomas Round come Danilo nel 1958, rivisitata nel 1960. Cantò in quel ruolo più di 200 volte, catturando un seguito fedele.
La Bronhill visitava spesso la sua terra natale, cantando in opere come La vedova allegra, Orfeo all'Inferno, Il pipistrello e Rigoletto alla Sydney Opera House nel 1975. Nel 1976 decise di tornare definitivamente in Australia. In Australia apparve in opere come Il ratto dal serraglio (Die Entführung aus dem Serail) e una produzione della Victoria State Opera di Maria Stuarda di Donnizetti nel luglio 1976, diretta da Robin Lovejoy con un cast tra cui Nance Grant diretto da Richard Divall.
Ha interpretato ruoli di operetta come Josephine (H.M.S. Pinafore), Phyllis (Iolanthe) e Ruth (The Pirates of Penzance). Ha anche recitato in The Maid of the Mountains, Call Me Madam, A Little Night Music, Nunsense, My Fair Lady e How to Succeed in Business Without Really Trying, oltre ad apparire nelle commedie non musicali Arsenico e vecchi merletti e Straight and Narrow.
La Bronhill apparve anche nel ruolo di Mrs Crawford nella serie comica televisiva Are You Being Served?, la versione australiana della serie comica britannica, così come nelle pubblicità televisive del Lipton Tea cantando un adattamento di Guys and Dolls.
La Bronhill era una mecenate dell'Australian Girls Choir sin dall'inizio del coro. C'è una borsa di studio a suo nome, la borsa di studio sull'incoraggiamento Bronhill di giugno, assegnata ogni anno alla corista con l'abilità più corale.
Un ritratto della Bronhill, dipinto da Andrew Sibley, è stato inserito nel Premio Archibald del 1966.
Nel 1976 le è stato conferito l'Ordine dell'Impero Britannico per il suo contributo all'industria musicale. A Broken Hill una strada e un auditorium prendono il nome da lei.
La sua voce era caratterizzata da un "coloratura di soprano lucente come il diamante molto brillante e cristallina" con "una dizione assolutamente impeccabile". Opera News osservò che "La bellezza e la dolcezza cristallina e brillante della Bronhill l'hanno resa un'interprete ideale delle eroine dell'operetta".

## Vita privata
La Bronhill si sposò due volte, prima con Brian Martin nel 1951 a Sydney, nel Nuovo Galles del Sud e poi con Richard Milburn Champion de Crepigny Finny, nel gennaio del 1953. Entrambi i matrimoni finirono con il divorzio. Ha avuto una figlia, Carolyn Jane Finny, nel maggio del 1963 dal suo secondo matrimonio.

## Morte
La Bronhill morì il 24 gennaio 2005, all'età di 75 anni, nel sonno in una casa di cura di Sydney. Sebbene avesse battuto il tumore alla mammella negli anni '80, i suoi ultimi anni furono segnati dalla sordità e dall'isolamento sociale e si ritirò nel 1993. La sua città natale, Broken Hill, la onorò dichiarando un minuto di silenzio durante le celebrazioni del Australia Day del 2005 due giorni dopo la sua morte. Il sindaco Ron Page osservò: "È molto speciale per noi; se chiedi a ogni capofamiglia di Broken Hill, potranno dire di che sì, sono orgogliosi di June Bronhill". Successivamente il Primo Ministro ad interim, John Anderson, ha osservato: "Il mondo sta piangendo la perdita di qualcuno che ha intrattenuto milioni di persone, ma è bello vedere la comunità locale qui riconoscere una dei suoi in... una comunità molto orgogliosa che celebra la vita di una delle loro figlie".

## Autobiografia
L'autobiografia "franca e divertente" della Bronhill, The Merry Bronhill, fu pubblicata nel 1987. EMI Australia ha pubblicato un'antologia con lo stesso titolo per pubblicizzare il libro.

## Onorificenze
La Bronhill fu nominata ufficiale dell'Ordine dell'Impero Britannico (OBE) nei New Year Honours del 1976 e in seguito le è stato assegnato un Lifetime Achievement Award dall'Australian Variety Club.